# Zilas Görling
Karl Zilas Görling (Karl Silas Görling), född den 21 april 1911 i Hudiksvall, Gävleborgs län, död den 7 april 1960 i Gustav Vasa församling i Stockholm, var en svensk jazzmusiker, tenorsaxofonist och kompositör.

## Biografi
Görling räknas tillsammans med brodern Miff Görling som en av de främsta svenska jazzpionjärerna under 1930-talet. Han skivdebuterade troligen med studentorkestern TOGO 1931 och spelade under resten av detta decennium med bland andra Dick de Pauw, Charles Redland, Håkan von Eichwald, Helge Lindberg och Arne Hülphers. Han var också medlem i den mer renodlade studiojazzgruppen Swing Swingers från 1936.
Zilas Görling är begravd på Skogskyrkogården i Stockholm. Han var bror till kompositörerna och musikerna Nathan Görling, Miff Görling och Stuart Görling.

## Filmmusik
- 1940 – Hennes melodi
- 1944 – Gröna hissen
- 1944 – Stopp! Tänk på något annat
- 1945 – Flickor i hamn
- 1945 – Trötte Teodor